# Виктория (галерея)
«Виктория» — галерея современного искусства в Самаре.

## О галерее
Галерея «Виктория» была открыта в 2005 году известным российским предпринимателем Леонидом Михельсоном и сейчас является крупнейшей независимой галерей современного искусства  в Самаре.
В рамках своей деятельности галерея регулярно проводит выставки современного искусства из музейных коллекций, проекты, знакомящие зрителей с творчеством самарских художников. Также галерея занимается образовательной деятельностью, организацией кинопоказов, готовит программы лекций по истории и теории искусства, а также практические школы по современному искусству, живописи, фотографии.
В 2020 году Галерея «Виктория» открыла в своем здании пространство Victoria Underground. Площадка специализировалась на персональных и кураторских экспериментальных проектах, а также на выставках молодого самарского искусства. Куратором пространства выступила Анастасия Альбокринова.
В 2020 году куратор Галереи «Виктория» Сергей Баландин получил премию «Инновация» в номинации «Куратор года» за проект «Для себя и для них. Официальное и неофициальное искусство советских нонконформистов».
В 2023 году Галерея «Виктория» закрылась на масштабную реконструкцию здания. Целью реконструкции стало увеличение выставочных площадей, адаптация здания к современным музейным стандартам климата, безопасности и инклюзивности, создании художественных мастерских и мест досуга для посетителей. Открытие обновленного здания запланировано на сентябрь 2025 года.

## Наиболее известные проекты

### 2009-2012
- «Город победителей»[6][7]. (2009). Среди участников: Давид Тер-Оганьян, Александра Галкина, Жанна Кадырова, Илья Будрайтскис.
- «„Афган-Кузьминки“. Человеческая оратория». Проект в рамках 4-й Московской биеннале современного искусства[8][9]. (2011). Среди участников: Александр Виноградов, Владимир Дубосарский, Таус Махачева, Кети Чухров, Николай Олейников, Александра Паперно,
- «Беспредметность как новый реализм»[10][11]. (2011).
- «Первая река». Владимир Тарасов[12]. (2012).

### 2013-2016
- «Посмотри на себя, на кого ты похож». (2013). Среди участников: Таус Махачева, Алина Гуткина, Мадис Луик.
- «Путь наверх». Анна Ермолаева. (2013).
- «С любовью от приносящего дурные вести». Кьяра Фумаи. (2014).
- «Город Россия». Павел Пепперштейн[13][14]. (2014).
- "2.0".[15][16] (2014). Среди участников: Владислав Мамышев-Монро, арт-группа Синие носы, Игорь Мухин, арт-группа ЕлиКука.
- «Правдоискатели».[17] (2014). Среди участников: Арсений Жиляев, Роман Мокров, Кирилл Савченков, арт-группа ЗИП.
- «Иллюзия и потрясение». (2015). Среди участников: Эдуард Гороховский, Олег Кулик, Тимур Новиков, Сергей Бугаев (Африка), Гунтер Сакс, Роберт Бехтле, Алоис Мосбахер.
- «Нонконформизм как точка отсчета»[18]. (2016). Среди участников: Илья Кабаков, Константин Звездочетов, Леонид Соков, Дмитрий Александрович Пригов, Франсиско Инфанте, Оскар Рабин, Виктор Пивоваров.
- «Достояние. Высокое классическое»[19]. (2016). Среди участников: Дмитрий Гутов, Виктор Алимпиев, Айдан Салахова, арт-группа «Что делать?»
- «Достояние. Естество». (2016). Среди участников: Олег Кулик, Римма и Валерий Герловины, Владимир Дубосарский, Игорь Макаревич.
- «Взгляд на вещи». (2016). Среди участников: Владимир Анзельм, Анна Жёлудь, Анатолий Осмоловский, Ольга и Александр Флоренские, Александр Бродский, Владимир Козин, Сергей Волков.
- «Открытые системы» / «Самонедостаточность»[20] (2016) Совместно с Музеем современного искусства «Гараж». Среди участников: Андрей Сяйлев, Олег Елагин.

### 2017-2019
- «Достояние. Народность» (2017) Среди участников: Евгений Антуфьев, Софья Велихова, Аслан Гайсумов, Алексей Каллима, Ксения Кудрина
- «EXTENSION.FI. Выставка современного финского искусства» (2017) Среди участников: Аксел Антас, Петри Ала-Маунус, Мика Карху, Саму Раатикайнен
- «Встреча с самим собой. Выставка современного латвийского искусства» (2017) Среди участников: Вольдемар Йохансон, Роман Коровин, Дайга Крузе, Лиена Мацкус, Диана Тамане.
- «Руины» (2017) Выставка Павла Отдельнова
- «Смех в зале» (2017) Куратор: Валентин Дьяконов. Участники: Юрий Альберт, Егор Кошелев, Лев Кропивницкий, Виктория Ломаско, Лидия Мастеркова, Александра Паперно, Ольга Потапова, Ростан Тавасиев, арт-группировка ЗИП, Евгений Михнов-Войтенко, Игорь Ворошилов, Игорь Вулох, Наталия Пархоменко, Юло Соостер, Андрей Абрамов, Армен Бугаян
- «Вид на живопись» (2018). Персональная выставка Владимира Потапова
- «Электрическая Россия» (2018). Участники: Андрей Бартенев, Леонид Берлин, Вячеслав Колейчук, Олег Кулик, Ирина Нахова, Ростан Тавасиев, Алексей Шульгин, арт-группа «Electroboutique», арт-группа «Синие носы»
- «Безумие Волги» (2018) Участники: Михаил Горелов, Олег Елагин, Анфиса Доброходова, Евгений Казнин, Владимир Логутов, Илья Поляков, Валентин Пурыгин, Андрей Сяйлев, Илья Саморуков, Олег Захаркин, Владимир Терёхин, Сергей Баландин, арт-группа «Art-poliss», «Самарское общество дураков».
- «Приручая пустоту. 50 лет современного искусства Урала» (2018-2019) Участники: Старик Б.У.Кашкин, Александр Голиздрин, Геннадий Горелов, Кристина Горланова, Алиса Горшенина,  Олег Еловой, «ЖКП», Владимир Жуков, Андрей Замятин, «Зер Гут», «Злые», Алексей Константинов, «Куда бегут собаки», Зайнула Латфулин, Анна Марченкова, Влад Михель, Валерий Павлов, Николай Панафидин, Клим Пашнин, Сергей Потеряев, Тимофей Радя, Саша Салтанова, Сергей Сигей, Светлана Спирина, Анна Таршис,
- «Для себя и для них. Официальное и неофициальное искусство советских нонконформистов» (2019) Участники: Эрик Булатов, Олег Васильев, Илья Кабаков, Ирина Нахова, Виктор Пивоваров, Юрий Соболев, Юло Соостер.
- «Гиперреализм. Когда реальность становится иллюзией» (2019) Совместно с Государственной Третьяковской галерей
- «Вера в глубоком кризисе» (2019). Куратор: Вера Трахтенберг. Участники: Рубежа Вековъ, Артем Голощапов, Варвара Гранкова, Евгений Гранильщиков, Юлия Ивашкина, Владимир Карташов, Антон Кушаев, Таня Пеникер, Слава Птрк, Игорь Самолет, Дмитрий Старусев, Алексей Таруц, Егор Федоричев.
- «Нежные касания цифровых тел» (2019-2020). Участники: Иван Горшков (Воронеж); Людмила Калиниченко (Екатеринбург); Михаил Михайлов, Игорь Самолет (Москва); Александр Зайцев, Владимир Логутов, Андрей Сяйлев (Самара-Москва); Михаил Горелов, Максим Шабалин (Самара); Герасим Герасимов (Тольятти).

2020-2023
- Выставка «Дворец культуры» (2020). Участники: Фернан Леже, Хаим Сутин, Кес ван Донген, Наталья Гончарова, Аристарх Лентулов, Ричард Аведон, Валентин Белоусов, Вадим Сушко, Николай Шеин, Геннадий Филатов и Николай Хальзев.
- «Художники у станка. Искусство после революции» (2021). Участники: Петр Вильямс, Константин Вялов, Борис Голополосов, Андрей Гончаров, Александр Дейнека, Николай Денисовский, Ефросинья Ермилова-Платова, Екатерина Зернова, Иван Кудряшев, Александр Лабас, Сергей Лучишкин, Соломон Никритин, Климент Редько, Александр Тышлер.
- «Я не готов к этой идее. Дмитрий Александрович Пригов» (2021) Куратор: Анастасия Альбокринова.
- «Пару кварталов отсюда» (2021). Участники: Алина Бровина, Екатерина Герасименко, Екатерина Стерликова, Иван Волков, Миша Гудвин, Михаил Добровольский, Ян Посадский.
- «Приглашение к путешествию» (2021) Участники: Людмила Баронина, Евгений Бугаев, Кирилл Гатаван, Олег Доу, Дарья Емельянова, Дмитрий Кадынцев, Родион Китаев, Екатерина Коваленко, Ася Маракулина, Дмитрий Осинников, Таня Пёникер, Илья Федотов-Федоров.
- «Музей революции. 100 лет левого искусства» (2021-2022). Участники: Юрий Альберт, Иван Блохин, Дмитрий Венков, Дмитрий Виленский, Олег Волков и Юлий Рыбаков, Анна Ермолаева, Владимир Лебедев, Артем Лоскутов, Владимир Маяковский, Дмитрий Моор, Света Шуваева, Внеправительственная контрольная комиссия, группировка «Радек», Самарское общество дураков, арт-группа «ТОТАРТ», Альберт Абрамович, Герд Арнц, Джекоб Берк, Гуго Геллерт, Уильям Гроппер, Ренато Гуттузо, Ксавер Иньигес, Эрик Иогансон, Франс Мазерель, Фернан Леже, Леопольдо Мендес, Эрнст Нойшуль, Антон Рефрежье, Диего Ривера, Александр Ставениц, Бела Уитц, Генрих Фогелер, Чая Хертог и Нир Надлер.
- «Близко. Далеко. Ближе» (2022). Участники: Сергей Братков, Николай Алексеев (Воронеж, Россия), Стас Волязловский (Херсон, Украина), Михаил Доляновский (Белгород, Россия), Зина Исупова (Киев, Украина-Москва, Россия), Настя Ливаднова (Москва, Россия), Кирилл Савельев (Воронеж, Россия), Дмитрий Старусев (Москва, Россия), Олег Устинов (Ростов-на-Дону, Россия), Чая Хертог и Нир Надлер (Нидерланды), Topp & Dubio (Нидерланды).
- «После фотографии» (2022). Куратор: Кристина Сырчикова. Участники: Юлия Абзалтдинова (Россия), Сергей Братков (Россия, Украина), Питер Бэнкс (Великобритания), Катрин Гансер (Германия), Катерина Егорова (Россия), Людмила Калиниченко (Россия), Ирина Нахова (Россия), Катя Новичкова (Нидерланды, Эстония), Вольфганг Тильманс (Германия), Алексей Шульгин (Россия), Кейси Юнг (США, Тайвань)
- «Озарения. Современное искусство Казани. XX-XXI» (2022). Участники: Мария Андреевская, Виктор Аршинов, Евгений Голубцов, Алиса Гулканян, Анастасия Морозова, Ринат Насыров, Рамин Нафиков, Александра Платунова, Илларион Плещинский, Наркис Пономарёв, Гайша Рахманкулова, Зухра Салахова, Светлана Силантьева, Артём Сильвестров, Суфия Тагирова, Фаик Тагиров, Баки Урманче, Степан Федотов, Ильгизар Хасанов, Константин Чеботарёв, Саша Шардак, Николай Шикалов, СКБ «Прометей».
- «Вытесненные воспоминания» (2022). Участники: Игорь Самолет
- «Из-за тебя я здесь» (2023). Участники: Андрей Абрамов, Юрий Альберт, Вагрич Бахчанян, Эрвин Вурм, Александр Джикия, Алекс Кац, Виталий Комар, Александр Меламид, Ирина Корина, Роберт Лаццарини, Стефани Лемперт, Владимир Логутов, Игорь Макаревич, Елена Елагина, Ирина Нахова, Анатолий Осмоловский, Бу Ритсон, Беатрикс Сунковски, Семен Файбисович
- «На заре» (2023). Участники: Kostya Molokanov, Светлые миры, Пайта, H.Ruine, T, Evei, nastasya-ya, Молох, dj bluetic, Teen Brides, Dmitry Krylov, РОЩА, аут-группа Муха, Илья Михеев, T (tekra.project), Дмитрий Кадынцев, Андрей Сяйлев, Анастасия Альбокринова, Максим Молох, Ксюша Федя

2023 - 2025 (период реконструкции)
- «Архипелаг Грез» (2023). Площадка «ЗИМ Галерея». Участники: Артур Голяков (Казань), ХО ГУЙ (Егор Ефремов, Мария Плаксина) (Екатеринбург),Анастасия Деревякина (Самара),Алексей Журавлев (Самара),Диана Капизова (Москва),Корси (Москва),Денис Крюков (Москва), Максим Ксута (Москва), Рамин Нафиков (Казань), Максим Новиков (Москва), Игорь Поносов (Санкт-Петербург), Серафима Сажина (Санкт-Петербург), spdplf (Илья Борзунов, Дарья Каракулова, Анастасия Тихомирова) (Самара, Санкт-Петербург), Саша Шардак (Казань).
- «Их неудержимо клонило в сон» (2024). Площадка: Stella Art Foundation. Кураторы: Сергей Баландин, Алексей Корси. Участники: Яна Арбузова, А.Вейс, Виолетта Гришина, Кирилл Гуров, Дарья Емельянова, Алексей Журавлев, Дмитрий Кадынцев, Владимир Логутов, аут-группа «Муха», Дима Птицын, Олег Симбат, Андрей Сяйлев, Александр Филимонов.
- «Новый символизм: Гиперборея и киберпространство» (2024). Площадка: Музей Модерна. Участники: Ольга Аксенова (Москва), Анна Андржиевская (Санкт-Петербург), Александра Гарт (Санкт-Петербург), Евгений Греки (Самара), Алиса Гулканян (Москва/Казань), Кирилл Гуров (Самара), Анастасия Деревякина (Самара), Алексей Журавлев (Самара), Дмитрий Кадынцев (Самара/Москва), Ася Маракулина (Санкт-Петербург), Вадим Михайлов (Санкт-Петербург), Галя Фадеева (Санкт-Петербург), Артем Филатов (Нижний Новгород), Владимир Чернышев (Нижний Новгород)
- Павильон «Заволга» (2024). Фестиваль «Архстояние»